# Spermacoce malabarica
Spermacoce malabarica är en måreväxtart som först beskrevs av V.V. Sivarajan och Kattungal Subramaniam Manilal, och fick sitt nu gällande namn av Sivar., R.V.Nair och Kunju. Spermacoce malabarica ingår i släktet Spermacoce och familjen måreväxter. Inga underarter finns listade i Catalogue of Life.